# Alerino Como
Alerino Como (Alba, 19 luglio 1818 – Alba, 6 gennaio 1894) è stato un politico italiano.
Fu senatore del Regno d'Italia nella XVII legislatura.
Massone, fu membro della loggia di Cuneo Vagenna del Grande Oriente d'Italia, della quale fu il deputato all'Assemblea generale del 1863 a Firenze.